# Kwiat

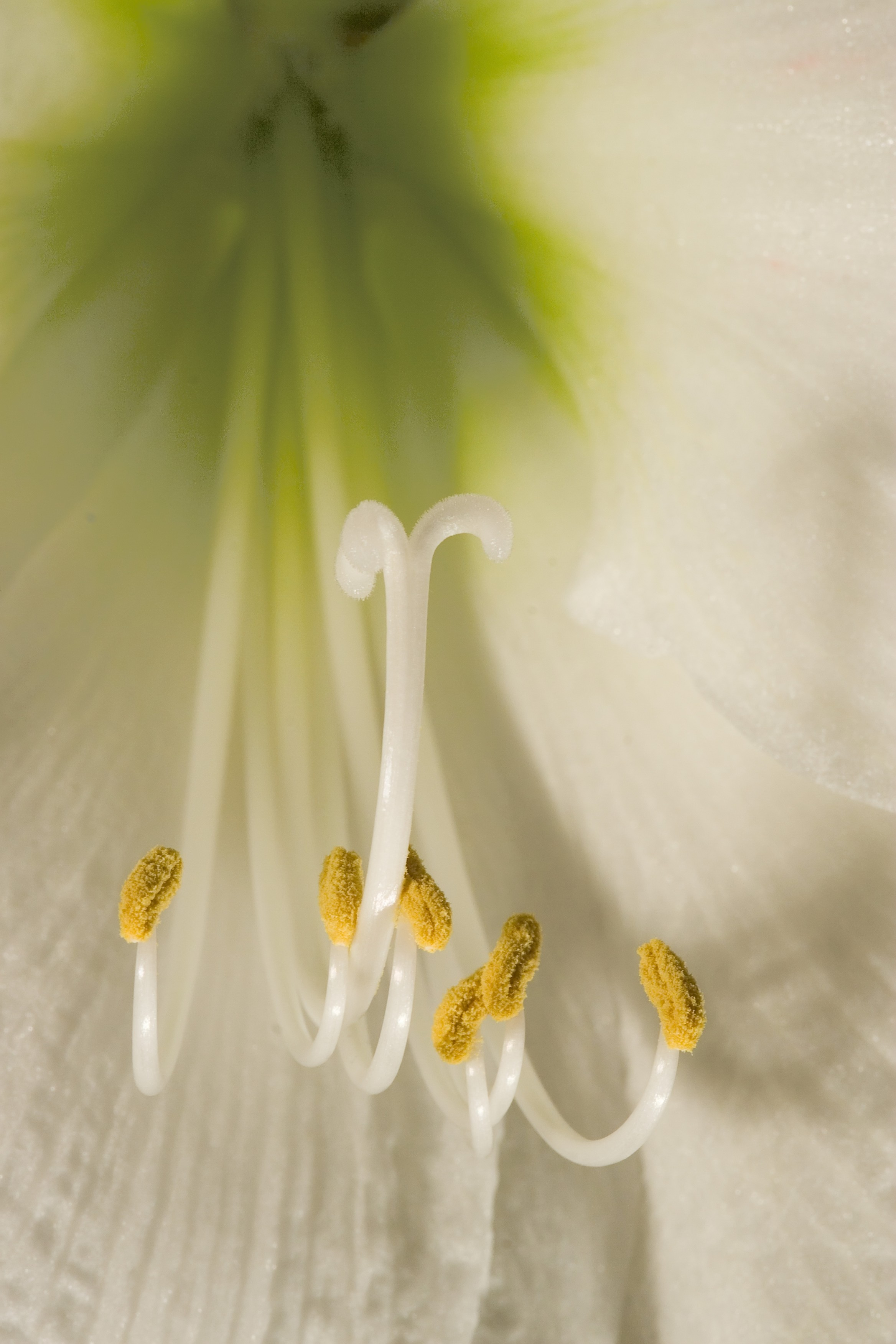
Słupek i pręciki zwartnicy, z rodziny amarylkowatych

Kwiat – organ roślin nasiennych, w którym wykształcają się wyspecjalizowane elementy służące do rozmnażania. Stanowi fragment pędu o ograniczonym wzroście ze skupieniem liści płodnych i płonnych, służących odpowiednio, bezpośrednio i pośrednio do rozmnażania płciowego (generatywnego). Kwiat charakterystyczny dla roślin nasiennych (czyli kwiatowych) jest organem homologicznym do kłosa zarodnionośnego (sporofilostanu) roślin ewolucyjnie starszych.

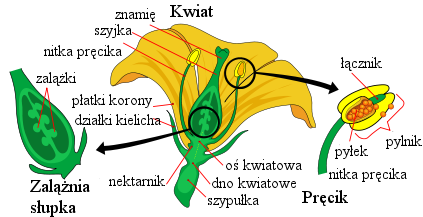
Części kwiatu. Działki kielicha oraz płatki korony tworzą okwiat

## Morfologia
Kwiaty rozwijają się z pączków kwiatowych, zwykle jako pędy boczne w pachwinie przysadek (liści przykwiatowych, wspierających). Rzadko kwiat rozwija się na szczycie pędu (rośliny o takim usytuowaniu tych organów nazywane są haplokaulicznymi). Kwiat może być szypułkowy (umieszczony na różnej długości szypułce) lub siedzący (osadzony bezpośrednio na osi pędu). Kwiaty wyrastają zwykle w szczytowych, a więc najmłodszych częściach pędu, rzadko pojawiają się na wieloletnich fragmentach pędów (np. pniach i konarach drzew). Takie wyjątkowe usytuowanie kwiatów występuje u niektórych roślin tropikalnych i określane jest mianem kauliflorii.
Pojedynczy kwiat zbudowany jest z liści płodnych i płonnych, nie związanych bezpośrednio z rozmnażaniem. Części płodne to pręciki z woreczkami pyłkowymi (mikrosporofile – organy męskie) oraz owocolistki z zalążkami (makrosporofile – organy żeńskie). Pręciki produkujące pyłek tworzą pręcikowie. Owocolistki tworzą słupek (słupkowie).
Z liści płonnych (sterylnych) kwiatu zbudowany jest okwiat (okrywa kwiatowa), która u roślin nagonasiennych jest bardzo niepozorna, a niejednokrotnie nie występuje wcale, u roślin okrytozalążkowych zaś jest różnorodna i czasami bardzo okazała. Okwiat może być pojedynczy (listki okwiatu zebrane w jednym lub dwóch okółkach są niezróżnicowane) lub złożony i wtedy w jego skład wchodzi korona (corolla) oraz kielich (kalyx), u niektórych roślin pod kielichem występuje kieliszek (epikalyx). Wszystkie elementy składowe kwiatu wyrastają z dna kwiatowego – rozszerzonej części będącej zakończeniem szypułki. W kwiatach owadopylnych występują dodatkowo gruczoły zwane miodnikami.
W przypadku roślin nagonasiennych nieosłonięte zalążki leżą na pojedynczych owocolistkach. Zaś u roślin okrytonasiennych jeden lub kilka zrośniętych owocolistków tworzy słupek, w jego dolnej części tworzącej zalążnię zamknięte są zalążki.

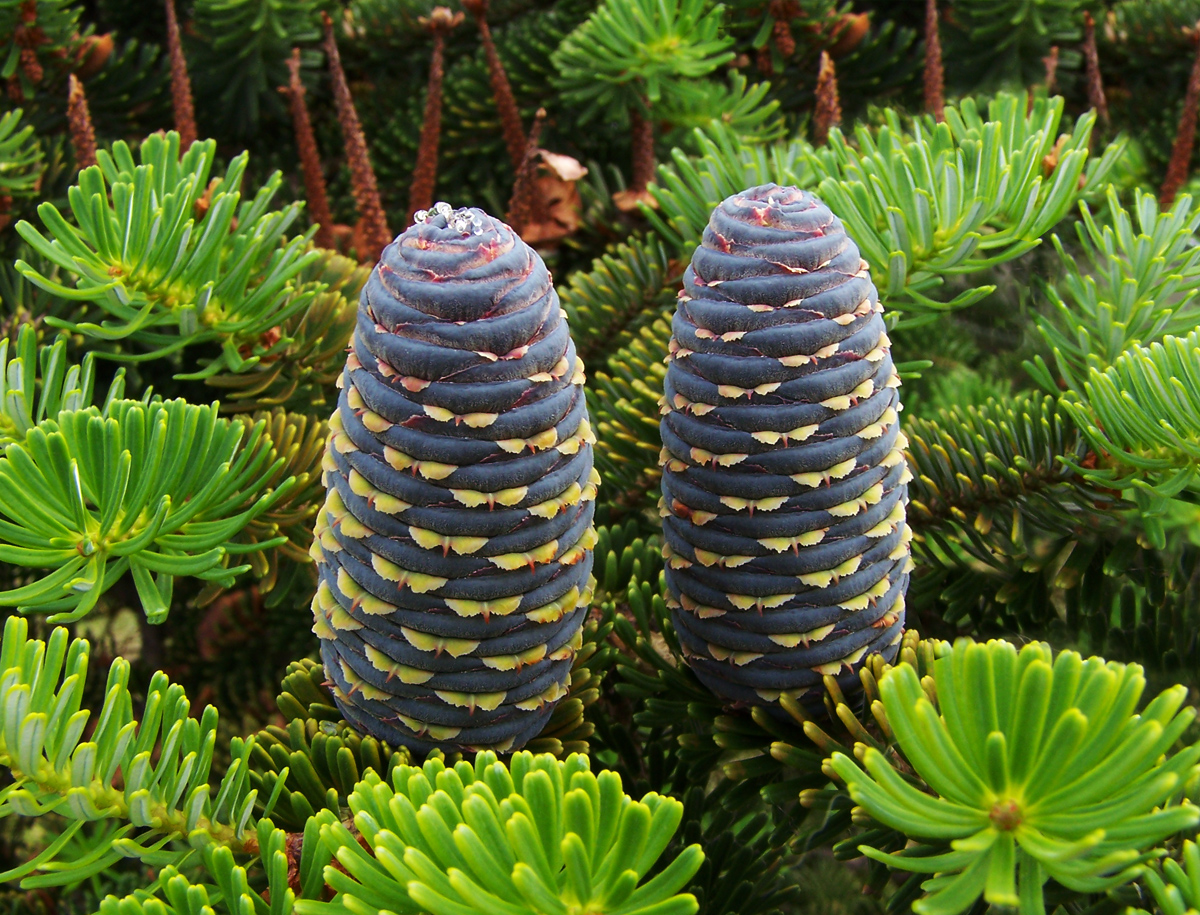
U roślin nagonasiennych z kwiatostanów rozwijają się szyszki, a nie owoce lub owocostany jak u roślin okrytonasiennych

## Rodzaje kwiatów
Ze względu na zróżnicowaną budowę i ekologię, kwiaty dzielić można ze względu na rozmaite kryteria. Do najczęściej stosowanych kryteriów podziału należy m.in. barwa okwiatu, obecność lub brak zapachu, trwałość kwiatu. W nauce stosowane są najczęściej następujące kryteria:
Podział ze względu na płećKwiaty dzielą się na obupłciowe (hermafrodytyczne), w których występują jednocześnie pręciki i owocolistki oraz jednopłciowe (rozdzielnopłciowe), w których wykształciły się tylko pręciki lub tylko owocolistki. Kwiaty jednopłciowe są zatem kwiatami męskimi lub żeńskimi. Dla roślin nagonasiennych charakterystyczne są kwiaty jednopłciowe, zaś u okrytonasiennych najczęściej spotykany typem kwiatów są kwiaty obupłciowe. W przypadku roślin o kwiatach jednopłciowych na jednej roślinie mogą wykształcić się kwiaty wyłącznie jednego typu żeńskie lub męskie, są to rośliny dwupienne (np. cis, wierzba) lub też kwiaty obu płci, rośliny jednopienne (np. sosna, leszczyna, kukurydza). Dosyć często spotyka się formy mieszane. Występują także formy nijakie (bez pręcików i słupków), które służą za powabnie (kwiaty brzeżne u chabra bławatka).
Podział ze względu na specyfikę zapylaniaZdecydowanie częściej występują w przyrodzie kwiaty przystosowane do zapylania obcym pyłkiem (pochodzącym z innego kwiatu lub rośliny). Kwiaty takie nazywane są obcopylnymi (allogamicznymi). Ich przeciwieństwo, kwiaty zapylające się własnym pyłkiem, nazywane są samopylnymi (autogamicznymi). Wśród samopylnych wyróżnia się kwiaty klejstogamiczne – nigdy nie otwierające się. Wśród kwiatów obcopylnych wyróżnia się kwiaty hydrogamiczne (właściwe, czyli podwodne oraz nadwodne), kwiaty wiatropylne oraz kwiaty zapylane przez zwierzęta (zoidiogamia, w tym entomogamia, ornitogamia, teriogamia).
Podział ze względu na dostępność miodników
- kwiaty z łatwo i powszechnie dostępnymi miodnikami,
- kwiaty z częściowo ukrytymi miodnikami,
- kwiaty z całkowicie ukrytymi miodnikami,
- kwiaty bez miodników (tzw. kwiaty pyłkowe).

Podział ze względu na kształt okwiatu
- kwiaty talerzykowate
- kwiaty lejkowate
- kwiaty dzwonkowate,
- kwiaty trąbkowate,
- kwiaty wargowate
- kwiaty motylkowate,
- kwiaty główkowate i koszyczkowate,
- kwiaty pułapkowe i paściowe.

## Wzory i narysy kwiatowe

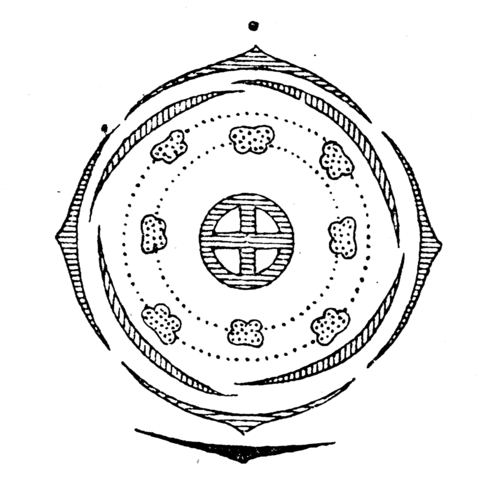
Narys kwiatu wiesiołka Oenothera

Budowę morfologiczną kwiatu można przedstawić wykonując narys kwiatowy, czyli rysunek schematyczny, na którym zaznaczona jest zalążnia i okółki kwiatu na przekroju poprzecznym. Stosuje się także wzory kwiatowe, czyli zapisuje budowę kwiatu za pomocą umownych liter i cyfr.

## Funkcja kwiatów
Kwiaty pełnią kluczową dla przetrwania roślin funkcję biologiczną, biorąc udział w rozmnażaniu generatywnym. W wyniku zapylenia powstaje z nich owoc, w którym znajdują się nasiona.

## Cykl życia

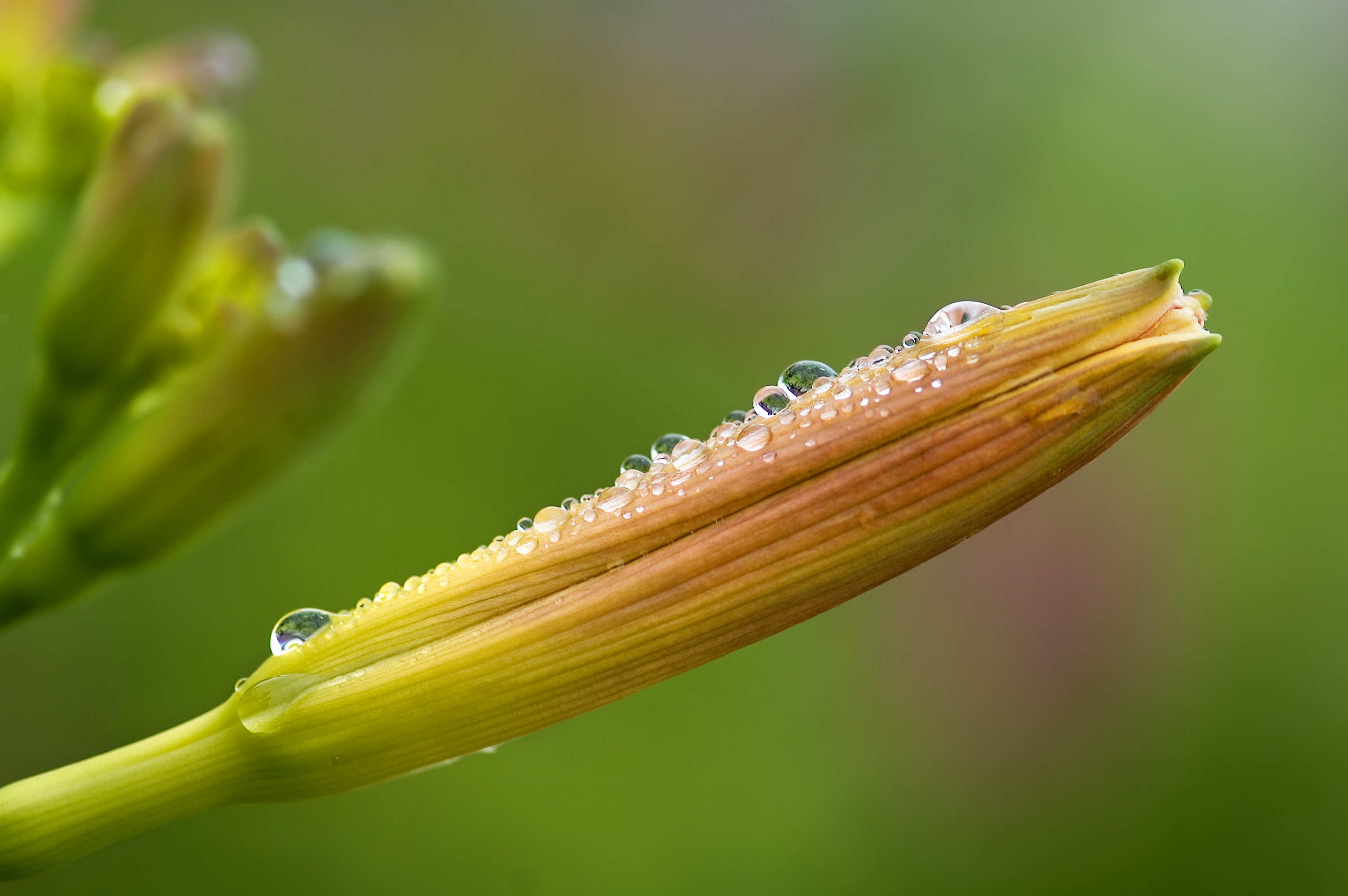
Młody, zamknięty jeszcze kwiat liliowca

W trakcie życia roślin rozwijanie kwiatów może nastąpić wielokrotnie (rośliny polikarpiczne) lub tylko raz (rośliny monokarpiczne). Okres rozwoju kwiatów (kwitnienie) i czas jego trwania jest zależny od gatunku. Za początek kwitnienia uważa się ukazanie się pierwszych pączków kwiatowych, ewentualnie otwieranie się pierwszych kwiatów. Przebieg tego procesu zależy głównie od układów świetlno-termicznych, a także warunków siedliskowych, wilgotności gleby i opadów, obecności składników mineralnych, długości i głębokości wcześniejszego okresu spoczynkowego przy czym zarówno optymalne, jak i krytyczne warunki dla tego procesu są bardzo zmienne u różnych gatunków i dla różnych jego etapów. Pierwszym etapem rozwijania się kwiatu jest wydłużanie jego szypułki. Na obfitość kwitnienia i wielkość oraz kształt kwiatów wpływ ma temperatura (w tym nocna). Otwieranie się kwiatów powiązane jest z kolei w dużym stopniu z natężeniem oświetlenia.
U wielu gatunków przez cały okres kwitnienia następują cykle otwierania i zamykania kwiatów zależne od pory dnia i nocy oraz pogody. Ruchy płatków powodowane są różnym tempem wzrostu ich brzusznej i grzbietowej strony w zależności od wahania poziomu auksyn. W zależności od gatunku zdarzają się kwiaty otwarte w ciągu dnia, zamknięte nocą lub odwrotnie. Podobnie stężenie auksyn wpływa na zmiany szybkości wzrostu łodygi powodując podnoszenie lub opuszczanie szypułek kwiatowych oraz obracanie się kwiatów za słońcem (np. u słonecznika, cykorii).
Dojrzały kwiat cechuje: zahamowanie wzrostu szypułki, spadek zawartości wody i auksyn, wzrost intensywności oddychania. Po przeniesieniu pyłku na znamię słupka zaczyna się przekwitanie. Zwykle pierwszym jego objawem jest zamykanie się okrywy kwiatowej (np. u portulaki kwiaty zamykają się już po 4 godzinach od zapylenia). Bez zapylenia kwiaty różnych gatunków otwierają się przez różny okres, zwykle jednak dość krótko. Najczęściej długość życia pojedynczego kwiatu wynosi od kilkunastu godzin do tygodnia. Rekordowo długo (80 dni) utrzymują się kwiaty u przedstawiciela storczykowatych – Odontoglossum rossi.
Po zapyleniu i zamknięciu korony, listki okwiatu zmieniają barwę i odpadają (działki kielicha często utrzymują się). Usychają także pręciki i szyjka słupka. Ponowny wzrost podejmuje zalążnia i ew. przyległa część dna kwiatowego. Z części kwiatu rozwijać się zaczyna owoc.

## Historia poznania budowy i funkcji
Przez wieki kwiaty pozostawały dla ludzi próżną ozdobą roślin. Dopiero w 1694 r. Rudolf Jakob Camerarius wykazał eksperymentalnie, że pręciki i słupki związane są z płcią męską i żeńską, obalając zapoczątkowaną jeszcze przez Arystotelesa teorię bezpłciowości roślin. Badacz ten wprowadził pojęcia kwiatów jedno- i dwupłciowych, ustalił znaczenie pyłku dla powstawania nasion i uznał, że zapylanie następuje za pomocą wiatru. W XVII wieku wciąż jeszcze uważano, że kwiaty to „szata godowa rośliny, w którą stroi się na świąteczny dzień zapłodnienia”. Rozwój systematyki w kolejnych dziesięcioleciach przyczynił się do poznania szczegółów morfologii i zmienności budowy kwiatów. Zróżnicowanie ich budowy stało się podstawą nowoczesnego systemu klasyfikacyjnego roślin, zapoczątkowanego w 1737 r. przez Karola Linneusza publikacją Genera Plantarum. Znaczenie kształtów i barw kwiatów oraz udział owadów w zapylaniu odkryty został w końcu XVIII wieku przez niemieckiego botanika – Chrystiana K. Sprengla. W 1790 badacz ten odkrył także znaczenia zapylania krzyżowego, przedprątność i przedsłupność. Później uznany został za ojca biologii kwiatów. W XX wieku poznany został wpływ czynników zewnętrznych na indukowanie kwitnienia (organogenezę generatywną). Jeszcze jednak w 1970 r. Anatol Listowski pisał, że „przeżycia estetyczne, których źródłem jest kwitnienie, przesłoniły niejako badaczom czysto empiryczną analizę dynamiki tego procesu”.

## Zastosowanie

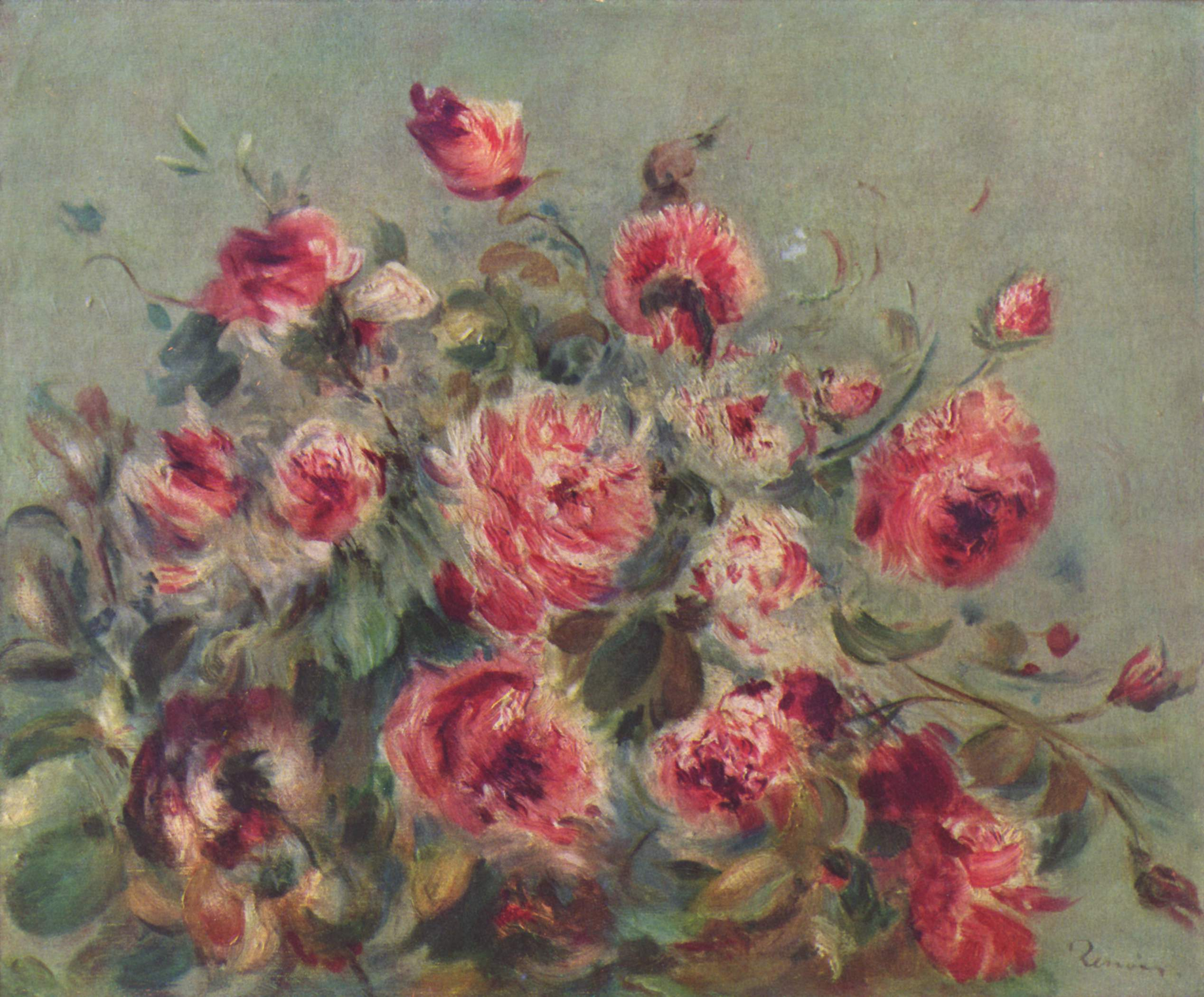
Róże namalowane przez Auguste Renoira.

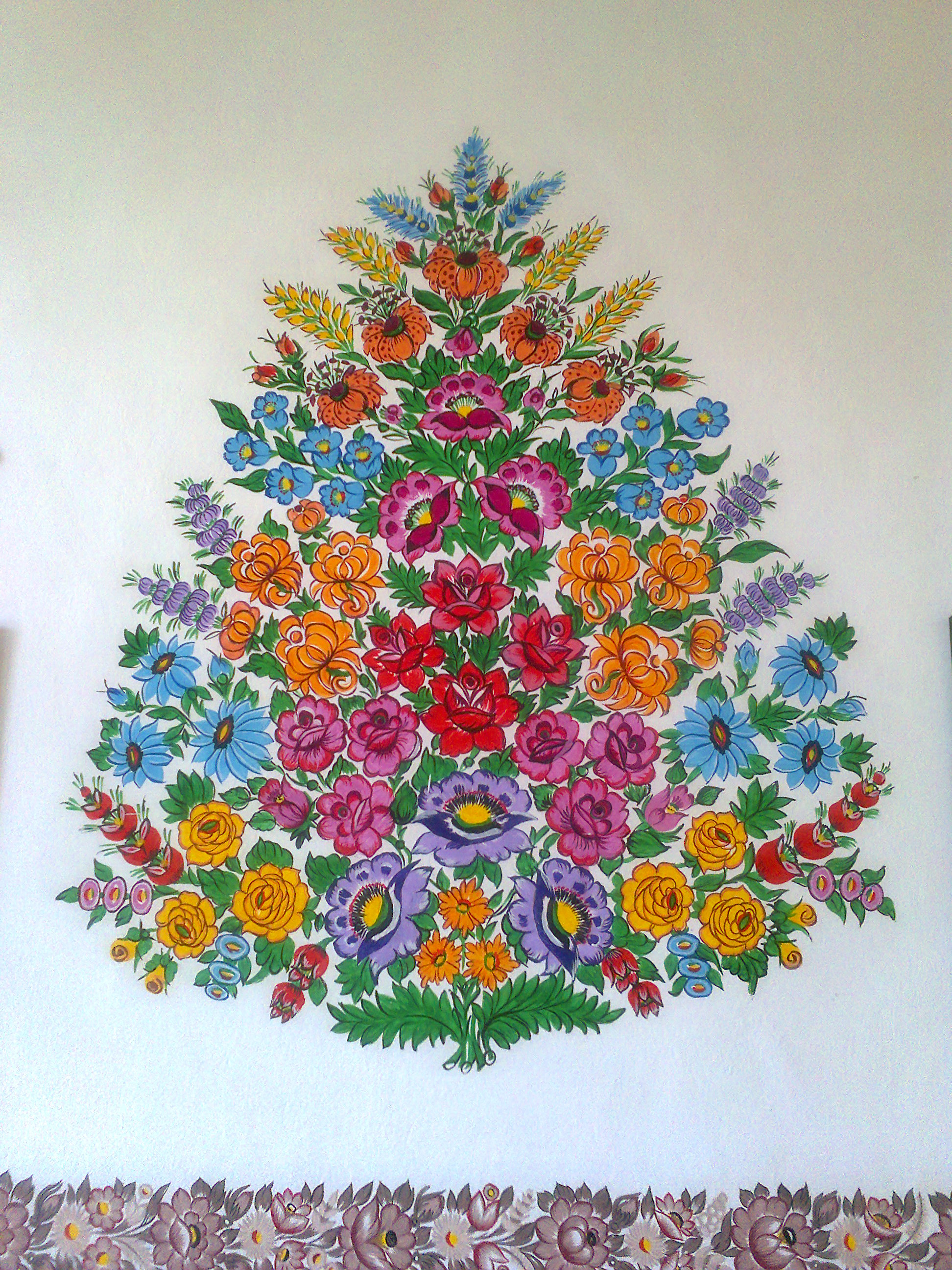
Kwiaty – motyw malarstwa ludowego w Zalipiu

- Kwiaty wykorzystywane są przede wszystkim w celach ozdobnych, stanowiąc źródło wrażeń estetycznych. Szczególnie cenione są jako rośliny ozdobne gatunki o kwiatach z okwiatem okazałym pod względem wielkości i barwy, wonne, o oryginalnym kształcie okwiatu. Czasem o walorach estetycznych stanowi nie tyle kwiat co cały kwiatostan lub listki przykwiatowe (przysadka, podkwiatek). Popularnymi kwiatowymi krzewami ozdobnymi są: lilak, forsycja, głóg, róża, a roślinami zielnymi o ozdobnych kwiatach są m.in.: tulipany, mieczyki, goździki, fiołki, chryzantemy. Uprawą i produkcją kwiatów zajmuje się dział ogrodnictwa zwany kwiaciarstwem. Sztukę układania kwiatów nazywamy bukieciarstwem (florystyką), a specyficzną jej odmianę, stosowaną w krajach Dalekiego Wschodu – ikebaną. Kwiaty są częstym motywem zdobniczym i przedmiotem natchnienia artystów.
- Ze względu kwiaty, które dostarczają pszczołom surowca do produkcji miodu – nektaru i pyłku uprawia się szereg gatunków roślin miododajnych.
- Niektóre rośliny olejkodajne uprawiane są także ze względu na pozyskiwane olejki eteryczne właśnie z kwiatów, które są następnie surowcem w przemyśle perfumeryjnym (np. z płatków róż wytwarza się olejek różany, z koszyczków rumianku – olejek rumiankowy).
- Kwiaty i kwiatostany mają mniejsze znaczenie kulinarne od innych części roślin, jednak w przypadku niektórych gatunków stanowią ważne warzywa i przyprawy. Pożywnym warzywem są np. młode kwiatostany kalafiora, brokuła i karczocha. Poza tym spożywać można m.in. kwiaty i kwiatostany dyni, bzu czarnego, piwonii drzewiastej, róż, stokrotki. Kwiatostany chmielu stanowią kluczową przyprawę w produkcji piwa. Znamiona z kwiatów szafranu należą do najdroższych przypraw i stosowane są także jako barwnik. Płatki nagietków dodawane są do paszy dla drobiu w celu nadania bardziej intensywnego zabarwienia żółtkom.

- Kwiaty i kwiatostany znajdują także zastosowanie lecznicze. Np. koszyczki rumianku i kwiaty lip stosowane są do sporządzania naparów stosowanych przy przeziębieniach, stanach zapalnych i przeciwskurczowo.